# Palazzo De Sterlich
Palazzo De Sterlich fu la residenza principale del barone di Scorrano Sigismondo De Sterlich. Si trova in via Salita Castello, davanti alla chiesa di Santa Lucia, nel centro storico di Cermignano.

## Descrizione
Venne costruito nel 1541 dal barone di Scorrano Sigismondo De Sterlich. La famiglia già in possesso del titolo di Baroni di Scorrano e signori di Montegualtieri ricevette nel 1706 anche il titolo di Marchesi di Cermignano. Lo storico palazzo è occupato dal Municipio di Cermignano. Le case adiacenti del castello vennero a suo tempo restaurate per essere adibite a museo. Il palazzo mostra sulla facciata principale lo stemma della famiglia De Sterlich. 

## Storia

### Il feudo dei signori di Scorrano
I baroni di Scorrano appartengono ad una delle famiglie più note della feudalità teramana. Già nel XII secolo erano proprietari del feudo di Scorrano e di quello di Mons (Montegualtieri), che erano stati da loro fortificati. Già figurano quali proprietari di questi feudi nel libro della feudalità normanna.
Non è ancora chiaro come i De Sterlich, durante i primi anni del cinquecento, avessero acquisito il titolo. Alcuni storici abruzzesi hanno teorizzato che questa successione fosse avvenuta per mezzo di un matrimonio in cui il ramo dei Baroni di Scorrano originario si sarebbe estinto nella famiglia De Sterlich. Altri storici, invece, teorizzano una estinzione del ramo dei Da Scorrano ed una successiva attribuzione di questi feudi ai De Sterlich, giunti in Abruzzo dall'Austria insieme a Carlo V.
È molto probabile che anche il feudo di Cermignano fosse stato, come quelli di Scorrano e Mons, nelle mani  dei Da Scorrano e che poi agli inizi del cinquecento passò sotto le proprietà dei De Sterlich. Studi approfonditi sull'antica famiglia De Sterlich non sono mai stati effettuati e solo frammenti di notizie storiche ci sono pervenuti. Il maggior numero di fonti documentali sui De Sterlich si trova presso l'archivio storico della Sovrintendenza di Teramo, dove è presente una serie di documenti appartenuti all'ultimo discendente della famiglia Diego de Sterlich Aliprandi, il "Marchese Volante". Mentre un'altra consistente documentazione era presente nel Castello di Nocciano in provincia di Pescara (anche questo feudo dei De Sterlich-Aliprandi), che è poi stato trasferito negli archivi documentali della provincia di Pescara.
Il palazzo fu costruito nel XVI secolo, sopra l'antico castello che fu trasformato in residenza signorile. Nel XX secolo appartenne a Diego de Sterlich Aliprandi, famoso pilota automobilistico.

### I territori dei De Sterlich nel marchesato di Cermignano
Il borgo di Cermignano apparteneva alla famiglia Da Scorrano, dai tempi dell'alto medioevo proprietari dei feudi di Scorrano, Montegualtieri, Monteverde e Cermignano. Di origini normanne i da Scorrano si imposero fino a basso medioevo, quando l'estensione del ducato di Atri, lambiva i confini dei loro feudi. Il passaggio di proprietà di questi feudi a cavallo tra la fine del Quattrocento ed i primi del Cinquecento dai de Scorrano ai de Sterlich, avvenne probabilmente a causa di legami parentali e dell'estinzione del ramo maschile dei de Scorrano, quando i de Sterlich erano residenti nella vicina città di Teramo, dove abitarono dopo essere discesi alla fine del Trecento dall'Austria o dalla Boemia. Nel corso del Cinquecento, del Seicento e del Settecento, grazie al disfacimento del ducato degli Acquaviva, composto da numerosi feudi tra la provincia di Ascoli Piceno (Acquaviva Picena, Spinetoli, San Benedetto del Tronto, ecc.), la provincia di Teramo (Teramo, Sant'Omero, Corropoli, Tortoreto, Giulianova, Notaresco, Guardia Vomano, Castellalto, Bisenti, Bellante, Mosciano Sant'Angelo, Atri, Silvi, Castilenti, Montefino, Cellino Attanasio, ecc.) e quella di Pescara (Elice, Montesilvano Colle, Collecorvino, Pianella, San Valentino in Abruzzo citeriore, Città Sant'Angelo, Castellammare Adriatico ecc.), molti feudi passarono alle nuove baronie, tra queste spiccava quella della famiglia de Sterlich che aggiunse ai propri possedimenti, oltre a Cermignano, Scorrano e Montegualtieri, Castilenti, Villa San Romualdo, Montefino, parte di Silvi e Città Sant'Angelo (divisa con i Sorricchio), parte di Pianella, di Picciano, di Bisenti.
Alla fine dell'Ottocento, con l'estinzione degli Aliprandi, baroni di Nocciano, i De Sterlich divennero anche feudatari di Nocciano e di una parte di Spoltore. Nel 1785 Rinaldo De Sterlich, marchese di Cermignano, comprò, per mezzo di un'asta dagli Stati Allodiali di Atri, un feudo che comprendeva una vasta area tra la Selva dei Colli, Colli della Selva, Colle Imperatore e Collepietro aree oggi ricadenti nel Comune di Mosciano Sant'Angelo, parte di Cologna e parte di Grasciano. Questi feudi erano parte dell'antico ducato di Atri degli Acquaviva, che una volta ritornati nella proprietà demaniale del Re di Napoli, furono gestiti dagli Stati Allodiali di Atri, guidati da Gianberardino Delfico. Questo passaggio di proprietà fu osteggiato dalla nuova aristocrazia teramana, rappresentata dal Giustiziere Melchiorre Delfico e da suo fratello Gianberardino, i quali pur essendo stati allievi del riformismo illuminato di Romualdo De Sterlich, si scagliarono contro il tentativo di Rinaldo De Sterlich, dei Marchesi di Cermignano, figlio di Romualdo, di ripristinare il grande latifondo agricolo. A tutti i feudi dei De Sterlich se ne aggiunsero altri provenienti dalle parentele e dai matrimoni contratti con altre nobili famiglie (Aliprandi, Castiglione, de Torres, Alfieri dell'Aquila ...). Tra le unioni patrimoniali più importanti dei De Sterlich c'è quella con i Baroni Aliprandi, che portarono in dote all'ultimo discendente dei De Sterlich numerose proprietà terriere nel chietino e nel pescarese.
Insigniti del titolo di patrizi di Penne, importante sede diocesana abruzzese, insigniti del titolo di Patrizi di Chieti.